# Sevugampatti
Sevugampatti es una ciudad y nagar Panchayat situada en el distrito de Dindigul en el estado de Tamil Nadu (India). Su población es de 11730 habitantes (2011).

## Demografía
Según el censo de 2011 la población de Sevugampatti era de 11730 habitantes, de los cuales 5916 eran hombres y 5814 eran mujeres. Sevugampatti tiene una tasa media de alfabetización del 76,40%, inferior a la media estatal del 80,09%: la alfabetización masculina es del 83,28%, y la alfabetización femenina del 69,40%.